# FREEDOM (Dragon Ashのアルバム)
『FREEDOM』（フリーダム）は、Dragon Ashの8枚目のオリジナル・アルバム。2009年3月4日にMOB SQUADからリリース。

## 概要
- 『INDEPENDIENTE』以来、2年1ヶ月ぶりのアルバム。製作期間1年半。Kjは雑誌のインタビューで「シーサーが雄と雌の対になっているように、この作品は『Viva La Revolution』と対になっている」と答え今までで一番明るいアルバムと語っている。
- 歌詞には「自由」「Free」といった言葉が、どの曲にも存在。
- アルバムの発売を記念して結成後初めて、野外でのフリーライブを3月3日に行った。
- 初回限定盤は6曲入りのDVDが同梱。[2]

『25 - A Tribute To Dragon Ash -』ではMONGOL800が「繋がりSUNSET」をカバー。

## 収録曲
作詞：Kj　作曲・編曲：Dragon Ash
1. Intro(1:31)
2. Freedom(3:59)
  - BOTSが8年前のSunset BeachぶりにKjを評価した曲
3. Desperado(3:26)
  - イーグルスの「DESPERADO」にインスピレーションを受けて作られた。
4. Ordinary(3:47)
5. Big Town Rhapsody(4:00)
6. Velvet Touch(4:04)
  - 19thシングル。
7. Mixture(4:06)
8. 繋がりSUNSET(4:22)
  - 20thシングル。
9. Dear Mosh Pit(4:02)
  - ライブでは後半をアップテンポに演奏するのが定番となっている。
10. Bonita(3:52)
11. Episode 6 feat. Shun, Shigeo from SBK(4:01)
  - スケボーキングのSHUNとSHIGEOが参加。
12. La Bamba(3:56) 
  - 「Velvet Touch」カップリング。
13. 運命共同体(5:15) 
  - 21stシングル。
14. Outro(1:37)

## 初回限定盤DVD
1. Velvet Touch
2. 繋がりSUNSET
3. 運命共同体
4. La Bamba
5. La Bamba（Another Ver.）
6. carnival

## 参加ミュージシャン
- 深沢晴奈：Flute (#10)